# Aanaa Enin
Aanaa Naamua Enin (* 1939), auch als Anna Enin bekannt, ist eine ghanaische Politikerin und Diplomatin.

## Biographie
Enin besuchte die Holy Child School in Cape Coast sowie das Londoner Norwood Technical College und die Johann Wolfgang Goethe-Universität Frankfurt am Main. Sie arbeitete als Marketingmanagerin der State Fishing Corporation und wurde im August 1982 zum Mitglied des Provisional National Defence Council (PNDC), der Militärregierung unter Jerry Rawlings, ernannt. Ihre Entlassung erfolgte im Jahr 1989 wegen „unverschämten“ Verhaltens. Im Oktober 1997 wurde Enin als Botschafterin in Italien ernannt, zeitgleich amtierte sie bis mindestens 2000 als ständige Vertreterin Ghanas bei der FAO. Als Nachfolgerin von Grace Amponsah-Ababio wurde Enin im Juli 2009 von Präsident John Atta Mills zur Botschafterin in den Niederlanden ernannt, den Posten bekleidete sie bis ins Jahr 2013. Im Juni 2019 wurde Enin in die Beschwerdekommission der National Democratic Congress (NDC) für die Greater Accra Region gewählt.
Die vierfache Mutter setzte sich in den 1980er Jahren aktiv für den Aufbau einer nationalen Frauenorganisation ein.